# Pichlinger See
Der Pichlinger See ist ein im Südosten von Linz im Stadtteil Pichling künstlich angelegtes Naherholungsgebiet. Es umfasst den Badesee, den Grüngürtel mit diversen Parkplätzen, Restaurants und Imbissbuden, Spielplätze und einen Campingplatz. 

## Geographie
Der Pichlinger See besitzt eine Wasserfläche von 31 Hektar und ist im Durchschnitt 4,5 Meter tief. Er hat weder Zu- noch Abfluss an der Oberfläche. Er wird – langsam – von Grundwasser durchströmt. Seine tiefste Stelle liegt 6 Meter unter dem Wasserspiegel.

## Geschichte
Im Zuge der Bauarbeiten der Hermann-Göring-Werke 1938 und später für den Bau der Autobahn A1 (Westautobahn) wurde im Gebiet von Pichling Schotter abgebaut. Der Pichlinger See ist das Nebenprodukt einer Schotterbaggerung aus einer nassen Grube bis einige Meter unter das Niveau des Grundwasserspiegels. Der wachsende Schottersee dient seit 1947 den Badefreuden der Menschen. In den 1950er Jahren wurden beim Schotterabbau Stoßzähne von Mammuts gefunden. Nördlich des Sees lassen sich eiszeitliche Böschungen erkennen.
Mitte der 1980er bis 1990er Jahre litt der See unter vermehrtem Algenwachstum, was seine Beliebtheit als Badesee verringerte. Mitte der 1990er Jahre entfernten die Stadtbetriebe Linz (heutige Linz AG) Algen und Sedimente per Saugbagger. Auch heute wird der über 70 Jahre alte See von der Linz AG (ehemals SBL) betreut.
Der See wird seit 1959 in der Hauptsaison von Anfang Mai bis Ende September bei Badewetter an Wochenenden und Feiertagen von ehrenamtlichen Wasserrettern überwacht. Diese Aufgabe hielt bis 2023 die ÖWR, Ortsstelle Pichling inne. Der 1973 errichtete Stützpunkt der Wasserrettung wurde ab April 2023 neu errichtet und am 12. September 2023 öffentlich vorgestellt. Im Zuge eines Disputes zwischen ÖWR und Linz AG über den neuen Stützpunkt, wurde die Aufgabe der See-Überwachung beginnend mit der Saison 2024 an die Wasserrettung des Arbeiter-Samariter-Bundes (ASB) übergeben.

## Naherholungsgebiet Pichlingersee

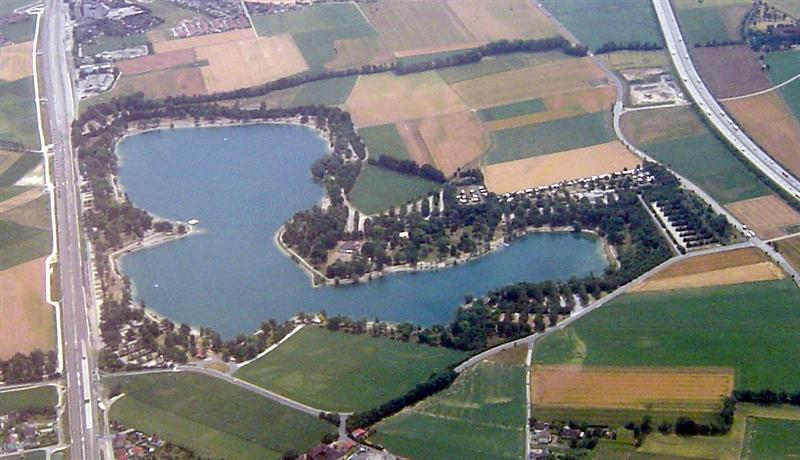
Luftbild des Sees

Rund um ihn führt ein 3,5 Kilometer langer Spazier- und Laufweg. Im Sommer tummeln sich täglich bis zu 40.000 Badegäste aus Linz und dem Linzer Umland im Naherholungsgebiet. Im Frühjahr und Herbst ist der See bei Tauchern, Anglern und Surfern beliebt. Im Winter ist er ein Treffpunkt für Eisläufer und Eisstock-Schützen. Für die Sicherheit der Badegäste sorgen bei Badewetter an Wochenenden und Feiertagen von Anfang Mai bis Ende September die ehrenamtlichen Wasserretter des Arbeiter-Samariter-Bundes, Gruppe Linz.

## Erreichbarkeit
Der See ist mit den Bus-Linien 11 und 19 der Linz AG im 15-Minuten-Takt erreichbar. Es stehen auch schon Pläne für die Verlängerung der Straßenbahnlinie 2 (derzeitige Endstation SolarCity) bis zum Pichlinger See fest.
Durch die Haltestelle Linz Pichling an der Westbahn besteht außerdem Anschluss an das Netz der S-Bahn Oberösterreich.